# Gerrard Winstanley
Gerrard Winstanley (Wigan, 1609 – 10 settembre 1676) è stato un religioso e politico britannico.
Winstanley fu il principale portavoce della comunità dei diggers del Surrey, nata a Saint George's Hill e poi trasferita a Little Heath (entrambe le località si trovano nei pressi di Cobham). Col nome di diggers (zappatori) sono conosciuti i gruppi che, ai tempi della Rivoluzione inglese, si unirono per lavorare le terre comuni secondo principi comunitari.

## Biografia
I primi anni della vita di Gerrard Winstanley sono pressoché sconosciuti. Comunque si sa che fu battezzato nel 1609 a Wigan, nel Lancashire e che era il figlio di Edward Winstanley, mercante. L'identità di sua madre rimane sconosciuta, così come il luogo di nascita.
Nel 1630 si trasferì a Londra, dove lavorò come mercante. La Guerra civile inglese, però, gli fece perdere ogni avere e nel 1643 dichiarò bancarotta. Winstanley si trasferì a Cobham, dove inizialmente lavorò come guardiano di mandrie.
Qui, dal 1648, iniziò a scrivere trattati religiosi e sociali, fra cui The New Law of Righteousness (La nuova legge di giustizia, 1649). Nel suo libro riferì che non molto tempo prima, durante una trance mistica, aveva sentito la voce di Dio dirgli: "Lavorate insieme. Mangiate il pane insieme". Winstanley decise di annunciare il messaggio ricevuto sia a voce che affidandolo alla stampa e si propose anche di metterlo in pratica.
Successivamente egli entrò a far parte del movimento dei Quaccheri.

### La comunità di Cobham
Il 1º aprile 1649 Winstanley, insieme a un ex soldato di nome William Everard e alcuni uomini dei dintorni, occuparono le terre del colle di St. George e si misero a coltivarle. Lo scopo era ripristinare le condizioni naturali di possesso collettivo, ritenute conformi al volere di Dio; erano fiduciosi che altri avrebbero seguito il loro esempio, e che gli stessi proprietari terrieri avrebbero acconsentito a cedere volontariamente le terre.
Al Consiglio di Stato giunse presto una lettera che invitava a intervenire per scacciarli. Il generale Fairfax, cui fu dato l'incarico di far sloggiare gli occupanti, inviò il capitano John Gladman a vedere cosa stava succedendo. Gladman riferì che non vi era nulla di pericoloso, che Everard, che agli inizi sembrava più che Winstanley il leader della comunità, era solo un matto e che, comunque, i portavoce dei Diggers si sarebbero recati dal generale per esporre le loro ragioni. Il 20 aprile, infatti, Everard e Winstanley si presentarono da Fairfax per sostenere la causa degli zappatori. In base al loro principio per cui tutti gli uomini sono uguali in quanto fratelli nella creazione, i due rifiutarono di togliersi il cappello in segno di deferenza verso il generale.
In questi giorni venne pubblicato il True Levellers Standard Advanced (Il vero standard avanzato dei livellatori), una sorta di manifesto dei diggers, sottoscritto da 15 persone, tra le quali Winstanley, Everard e un tale John Taylor che firmò anche la presentazione di questo opuscolo, datata 20 aprile 1649. Nel libretto, i diggers dicevano che Dio aveva fatto la terra perché fosse un tesoro comune per tutti e che "non una parola era stata detta in principio sul fatto che una parte dell'umanità dovesse dominare su un'altra". L'introduzione della proprietà privata e della compravendita delle terre, secondo gli zappatori, disonorava la Creazione e toglieva la libertà ad alcuni, costretti a lavorare per i proprietari delle terre. La rivoluzione aveva deposto il re, ma non aveva ancora tolto l'oppressione. L'Inghilterra sarebbe stata un paese veramente libero solo quando coloro che non avevano terre avessero avuto a disposizione le terre comuni (commons) per coltivarle e vivere di esse come i proprietari terrieri potevano fare con le loro terre recintate (enclosures). Lo scopo dei diggers era liberare la Creazione dalla schiavitù impostale dalla proprietà privata e intendevano raggiungere questo obiettivo, seguendo l'esempio degli apostoli di Gesù (At 4,32-35), non con le armi o con i tumulti, ma solo con il loro lavoro.
All'inizio di giugno i diggers del Surrey pubblicarono un altro opuscolo, A Declaration from the Poor Oppressed People of England (Una dichiarazione dei poveri ed oppressi dell'Inghilterra), nel quale rivendicavano l'uso collettivo dei boschi delle terre comuni contro i proprietari terrieri che volevano farne un uso privato. Il libretto era sottoscritto da 45 persone, a partire da Winstanley. Mancava il nome di William Everard che, secondo quanto raccontarono alcuni giornali dei tempi (ma alcuni studiosi pensano che facessero confusione con un altro Everard), aveva lasciato Cobham per unirsi ai soldati leveller che si erano ammutinati e che erano poi stati sconfitti a Burford il 14 maggio. In seguito i diggers, pur ribadendo che le piante che crescevano nelle terre comuni dovevano essere di tutti, rinunciarono a tagliarle per il loro uso al fine di evitare liti (si veda l'opuscolo An Humble Request).
L'ostilità nei confronti dei diggers continuava. In una lettera al generale Fairfax, Winstanley denunciava che alcuni soldati avevano picchiato un ragazzo, ferito un uomo e dato fuoco a una casa dei diggers. L'11 giugno tali William Star e John Taylor (quest'ultimo da non confondere con un digger che portava lo stesso nome) arrivarono a cavallo insieme a un gruppo di uomini vestiti da donna e picchiarono brutalmente quattro diggers, uno dei quali si trovò in pericolo di vita. "Una cosa strana in un paese cristiano e fatta da gente che si professa cristiana" commentava un opuscolo anonimo, ma quasi certamente opera di Winstanley, che recava il significativo titolo A Declaration of the Bloudie and Unchristian Acting of William Star and John Taylor of Walton.
I proprietari terrieri usarono anche le vie legali. Il 23 giugno furono avviate quattro cause contro alcuni diggers (Winstanley, John Barker, Thomas Star, Henry Bickerstaff). Questi respinsero le accuse (le loro difese furono pubblicate in due opuscoli intitolati An Appeal to the House of Commons e A Watch-word to the City of London and the Armie) dicendo che erano sempre stati sulle terre comuni, senza mai entrare in quelle recintate. Inoltre chiesero di poter consultare gli atti e esporre la propria difesa da soli, senza fare ricorso ad un avvocato. Ritenevano anzi che gli avvocati non dovessero neppure esistere e che fossero un prodotto della tirannia normanna sull'Inghilterra che la rivoluzione doveva rimuovere. Bickerstaff finì anche in prigione. A Winstanley furono sequestrati alcuni bovini che gli erano stati affidati.
In autunno, i diggers lasciarono Saint George's Hill e si trasferirono a Little Heath, sempre nel territorio di Cobham. Qui trovarono un accanito nemico nel rettore di West Horsley John Platt. In due lettere del dicembre del 1649 al generale Fairfax i diggers riferivano le angherie subite. In particolare il 28 novembre alcuni soldati avevano costretto con minacce alcuni lavoratori ad aiutarli ad abbattere due case dei diggers e avevano rubato della legna per portarla ad un proprietario di quei luoghi.
Oggetto di ripetuti attacchi, la comunità digger del Surrey resistette sino all'aprile del 1650.

## Filmografia
Sulla figura di Gerrard Winstanley e sul movimento dei Diggers è incentrato il film Winstanley (1976) diretto da Kevin Brownlow e prodotto dal British Film Institute; il protagonista è interpretato da Miles Halliwell.